# 道元宗紀
道元 宗紀（みちもと むねのり、1972年9月18日 - ）は、日本の元漫画家。

## 略歴
『ゾンビマン』で第43回（1992年上期）手塚賞佳作受賞、『ゴージャスファミリー』で同年ホップ☆ステップ賞受賞、同作品が『週刊少年ジャンプ』1993年春増刊号に掲載されデビュー。同時期の増刊掲載者であった叶恭弘、藤崎竜とは友人で、叶と共に藤崎の読切『DIGITALIAN』（『PSYCHO+』2巻収録）の制作を手伝ったこともある。
1994年、『週刊少年ジャンプ』40号にて『奴の名はMARIA』（道元むねのり名義）で連載デビュー。全9話。
1996年に『週刊少年ジャンプ』に読切『いちごちゃんストロベリー』を発表。
1999年14号からハンドボール漫画『大好王』（ダイスキング）を連載。全17話。
2002年44号から覆面レスラーを題材とした『A・O・N』を連載開始。巻頭カラー49ページというスタートだった。全10話。最終話が掲載された号の巻末では、「ラストチャンスだったのに、どうにもできないことばかり。つまずき転ぶばかりで最悪でした。このままでは終われません。」とコメントした。
その後は新作の発表は一切なく、2008年春より和月伸宏のスタッフ（アシスタント）に加入。これにより、漫画家としては事実上引退したことになり、『A・O・N』が事実上の絶筆となるなど、前述の巻末コメントとは裏腹にこのまま終わる形となってしまった。

## 作品一覧
- ゴージャスファミリー（ホップ★ステップ賞セレクション11巻および『A・O・N』2巻収録）
- ゾンビマン（めざせ漫画家!手塚・赤塚賞受賞作品集10巻収録）
- 奴の名はMARIA：全1巻（集英社、ジャンプ・コミックス）
- ゼンリョク少年（週刊少年ジャンプ増刊1993年Summer Special掲載および『A・O・N』2巻収録）
- いちごちゃんストロベリー：単行本未収録（週刊少年ジャンプ1996年40号掲載）
- 大好王：全2巻（集英社、ジャンプ・コミックス）
- A・O・N：全2巻（集英社、ジャンプ・コミックス）